# Tivaouane
 (juin 2024).
Si vous disposez d'ouvrages ou d'articles de référence ou si vous connaissez des sites web de qualité traitant du thème abordé ici, merci de compléter l'article en donnant les références utiles à sa vérifiabilité et en les liant à la section « Notes et références ».
Tivaouane, est une ville de l'ouest du Sénégal proche de Thiès. Elle est connue comme ville sainte et centre de la confrérie soufie Tijaniyya. Intégrée dans l'un des trois départements de la région de Thiès, aux côtés de Mbour, Tivaouane joue un rôle majeur dans la région.

## Histoire
Tivaouane est la capitale du royaume de Cayor dès le XVe siècle, une présence attestée par le navigateur vénitien Alvise Cadamosto. En 1904, elle se classait au cinquième rang des villes du Sénégal, après Saint-Louis, Dakar, Rufisque et Gorée.
La ville est également connue en tant que grand centre de la Tijaniyya, attirant chaque semaine des milliers d'adeptes venus se recueillir sur les mausolées, en particulier celui de l'érudit El Hadji Malick Sy. 
L'essor démographique spectaculaire de la ville s'explique en partie par l'influence de la tariqa tijane. En effet, alors qu'elle ne comptait que 7 900 habitants en 1960, sa population a considérablement augmenté depuis.

En 2003, plusieurs sites emblématiques de Tivaouane, dont le mausolée d'El-Hadji Malick Sy, la mosquée Serigne Babacar Sy et la gare ferroviaire, ont été inscrits sur la liste des Monuments historiques. La ville abrite également la grande mosquée du même nom, édifiée par Malick Sy.

Scènes historiques
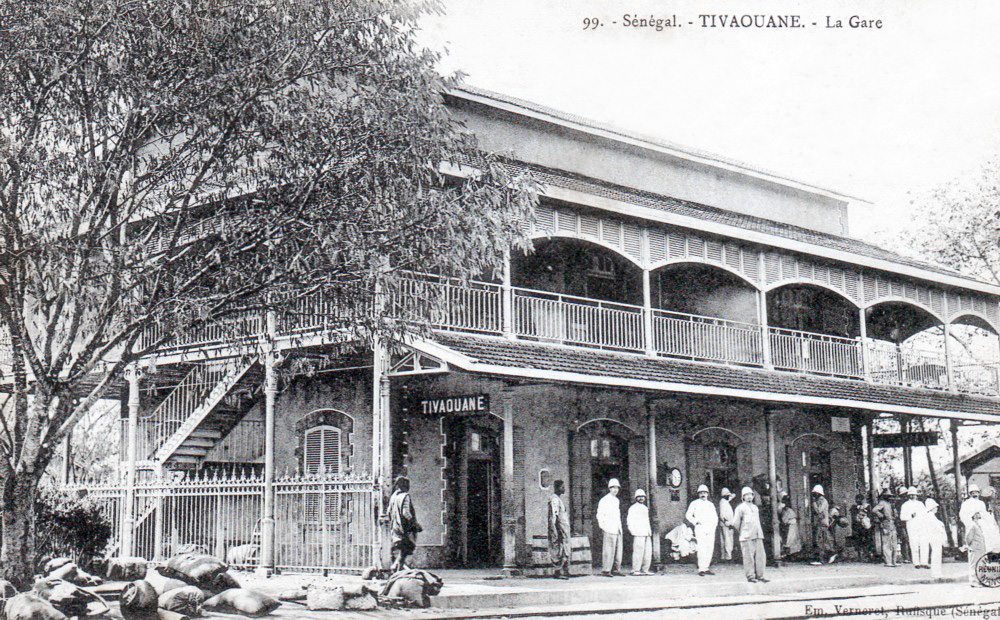
La gare vers 1905.
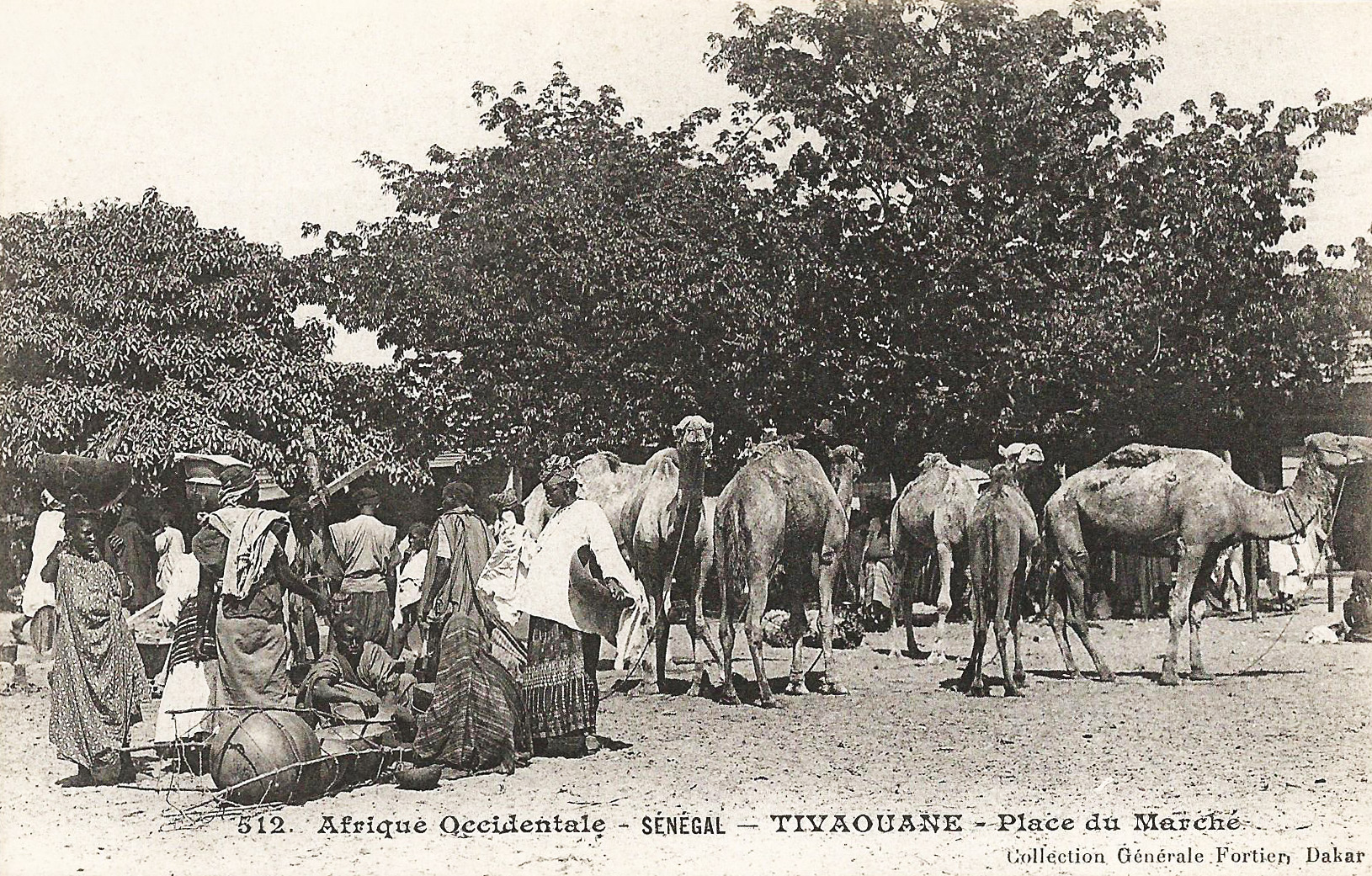
Place du marché (AOF).
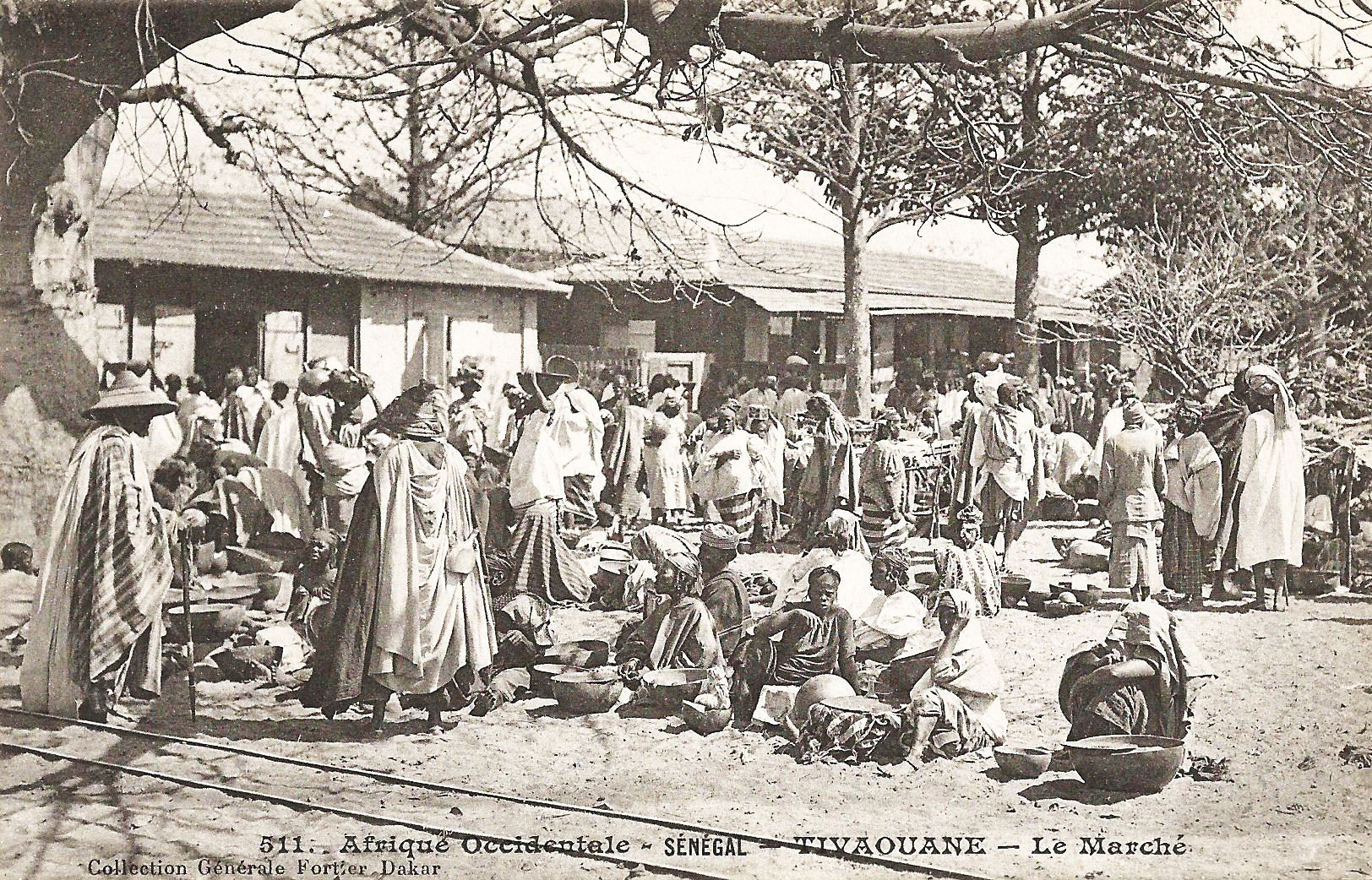
Le marché (AOF).

## Administration
Tivaouane se situe en tant que chef-lieu du département éponyme, au sein de la région de Thiès. Son établissement remonte à l'année 1904, sous un régime administratif mixte. En 1957, la commune a évolué vers un exercice administratif intermédiaire, pour finalement accéder au statut de commune à plein exercice à la suite de l'arrêté n° 60024 datant du 1er février 1960.

## Géographie
La ville constitue un point de traversée, étant établie le long de la route nationale numéro 2, qui relie Dakar à Saint-Louis, en passant par Thiès. La capitale, Dakar, est située à une distance de 92 kilomètres.
Les localités les plus proches incluent Yendam, Keur Massamba Daguene, Selko, Ndiagane, Keur Assane, Ndiassane et Sintiou Pir.

## Population
Au cours des recensements effectués en 1988 et 2002, la population de Tivaouane était respectivement de 27 118 et 38 213 habitants.
Selon les estimations officielles de 2007, la population de la région s'élevait à 39 766 personnes. Lors du Gamou, un événement majeur, le nombre de pèlerins peut atteindre jusqu'à un million et demi, venant célébrer le Maouloud dans la ville sainte du Tijanisme en Afrique noire.
Les Wolofs représentent le groupe ethnique prédominant dans cette région.

## Économie
Tivaouane est située au sein d'une région à vocation agricole, au cœur du bassin arachidier. La croissance significative des événements religieux dans cette ville sacrée stimule une augmentation des activités économiques.

## Vues de la ville

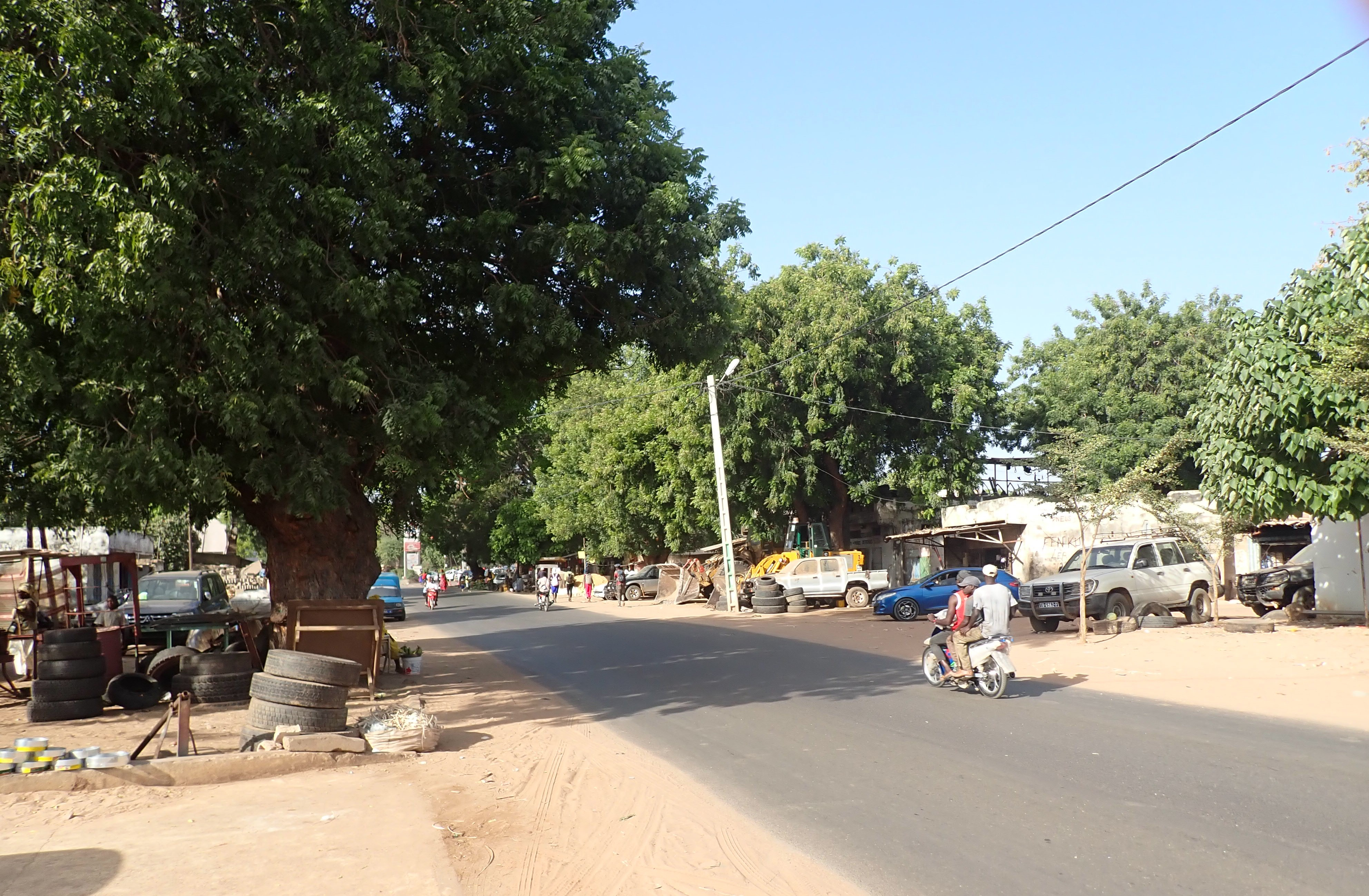
Centre de Tivaouane, ombragé de margousiers
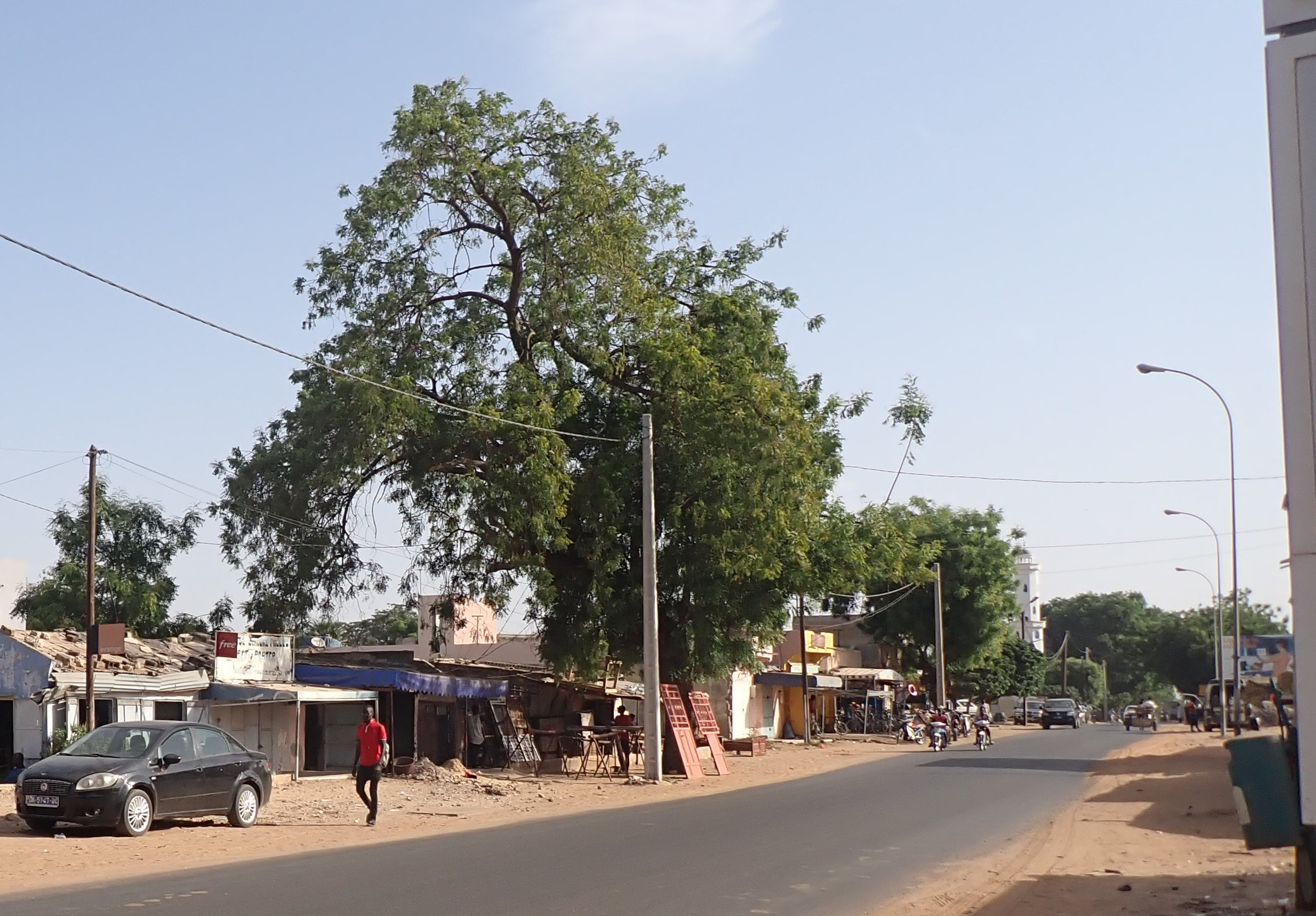
La N2, Route de Saint-Louis traverse la ville du nord au sud.

## Jumelages et partenariats
Il existe des liens privilégiés avec une association de Colomiers.

## Personnalités liées  à Tivaouane
- Serigne Abdou  Aziz Sy Dabakh  (1904-1997), khalife tidjane
- Serigne Mouhamadou Mansour Sy (1925-2012), khalife tidjane
- Serigne Abdou Aziz Sy Al Amine
- Serigne Pape Malick Sy
- Serigne Mansour Sy ibn Serigne Cheikh Ahmed Tidiane Sy
- Serigne Cheikh Ahmed Tidiane Sy ibn Serigne Mansour Sy
- Serigne Moustapha Sy ibn Serigne Cheikh Ahmed Tidiane Sy (né en 1952)
- Papa Ibra Tall (1935-2015), artiste peintre
- El Hadj Moustapha Niang (1939-2000), député-maire de Tivaouane de 1988 à 2000
- Madame Mame Younousse Dieng (née en 1940), femme de lettres
- Ibrahima Fall (né en 1942), homme politique
- Serigne Ndiaye, peintre sous verre
- Fatou Ndiaye Sow (née en 1956), femme de lettres
- Ndary Lô (né en 1961), artiste
- Fatou Bintou Fall (née en 1981), athlète
- Matar Coly (né en 1984), footballeur